# کونزینگ
کونزینگ (به آلمانی: Künzing) یک شهر در آلمان است که در دگندورف واقع شده‌است.

## خصوصیات
کونزینگ ۴۰٫۴۰ کیلومترمربع مساحت دارد ۳۱۰ متر بالاتر از سطح دریا واقع شده‌است.